# ایجس
ایْجِس(به یونانی: Αιγίς) کلمه‌ای با ریشه یونانی است که در اصل به عنوان یک وسیله محافظتی مانند سپر و شال برای افراد روحانی گفته می‌شد. ایجس در اسطوره‌های یونان نام سپری بود که زئوس و آتنا از آن استفاده می‌کردند. زئوس دارای ایجسی از جنس پوست بز بود که به گفته ی هومر توسط هفائستوس ساخته شده بود، درحالی که بر روی زره آتنا نقش سر مدوسا دیده می‌شد. 

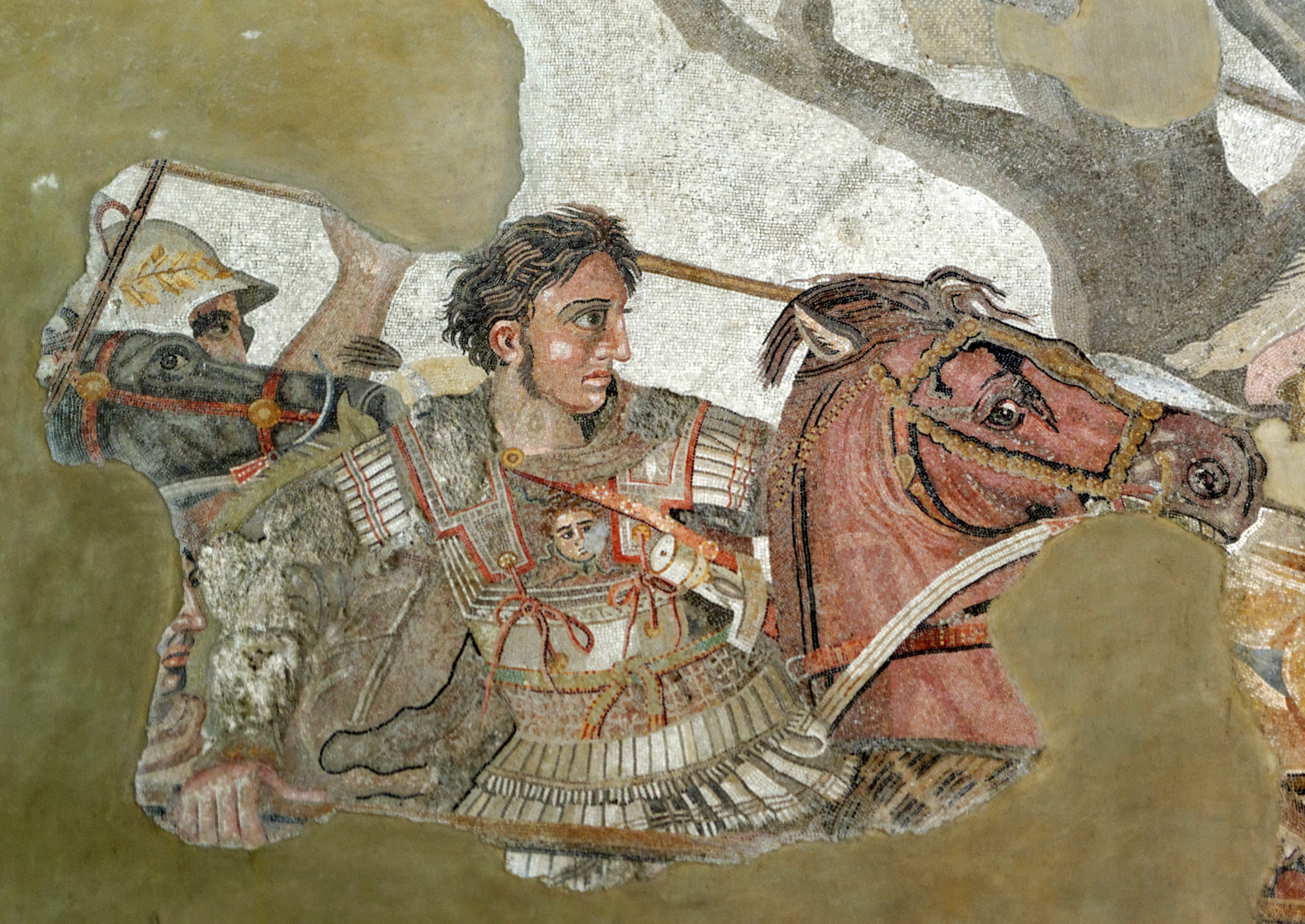
نقشی از اسکندر مقدونی بر روی موزائیک که به شکل زنی که شباهت زیادی به گورگون دارد بر روی جوشن او به عنوان ایجس وجود دارد.

## اصطلاح و لغت
در ایجس کسی کاری کردن، به معنای در حمایت و سایه قدرتی بزرگ کاری کردن است. در لغت، ایجس به معنای حمایت یا تامین نیز هست.

## نگارخانه

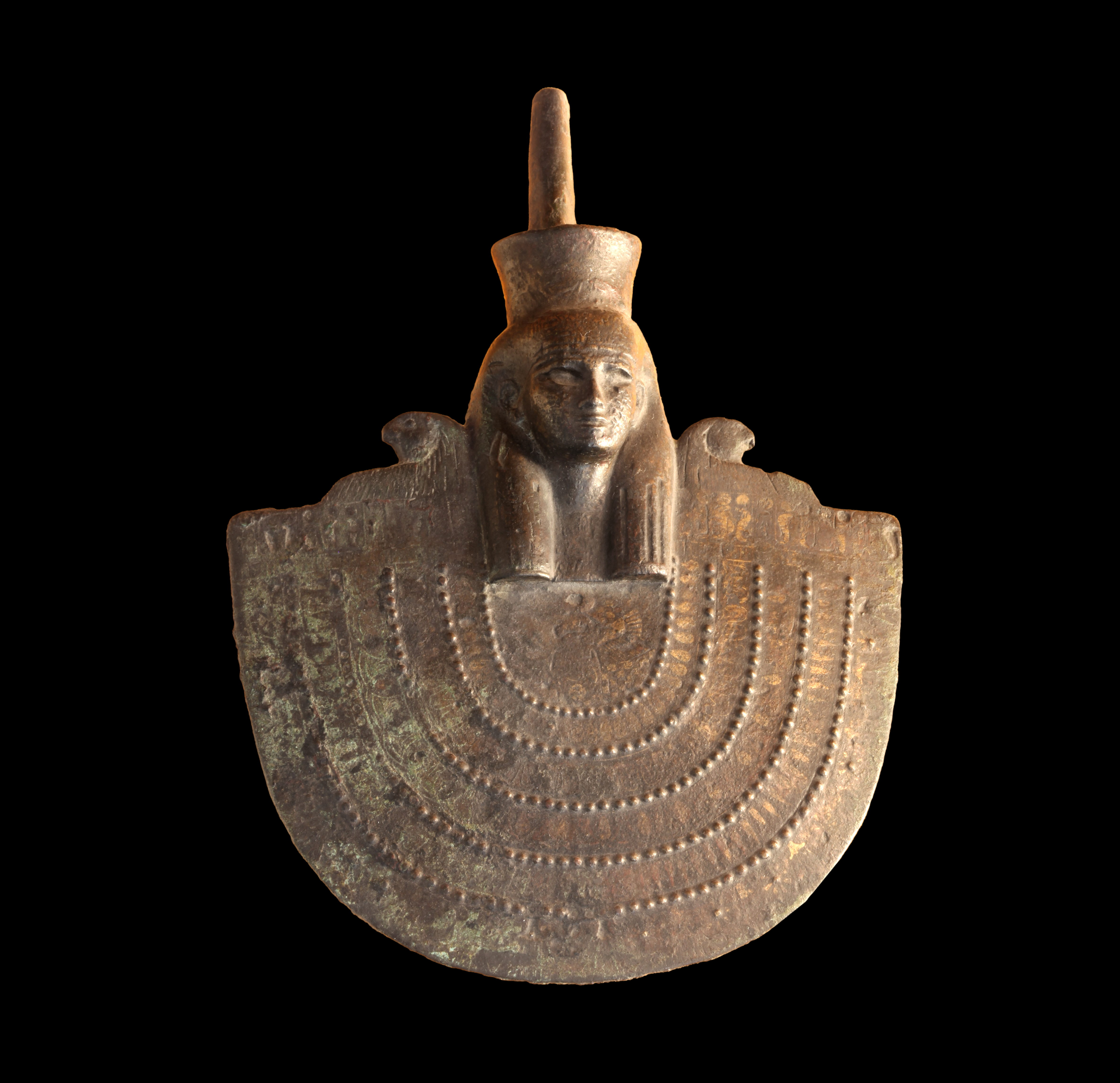

## پانوشت ها
1. ↑  ایجس بایگانی‌شده  در ۱۹ آوریل ۲۰۱۳ توسط Wayback Machine نوشته Micha F. Lindemans
2. ↑  «معنی واژه ایجس». بایگانی‌شده از اصلی در ۱۱ مه ۲۰۱۲. دریافت‌شده در ۱۹ آوریل ۲۰۱۳.
3. ↑  "Definition of AEGIS". Merriam-Webster (به انگلیسی). Retrieved 2019-02-17.